# Aleksandar Ristić
Aleksandar Ristić (Rogatica, 28. lipnja 1944.), nekadašnji nogometaš i kasnije trener. Igrao je za mostarski Velež, splitski Hajduk, Sarajevo i Eintracht Braunschweig.
Za Hajduk prvi puta nastupa 4. kolovoza 1966. u Kupu maršala Tita 1966./67. protiv danas ugašenog zadarskog kluba Metalca u Zadru (1:9), da bi nakon toga sakupio 243 nastupa i zabio 25 golova i to 7 golova u 109 prvenstvenih utakmica, 3 gola u 14 nastupa za Kup, i 15 golova u 117 prijateljskih utakmica. Odigrao je i 3 europske utakmice.
Statistika u Hajduku
| Natjecanje        | Nastupi | Zgoditci |
| ----------------- | ------- | -------- |
| Prvenstvo         | 109     | 7        |
| Kup               | 14      | 3        |
| Superkup          | 0       | 0        |
| Međunarodne       | 3       | 0        |
| Splitski podsavez | 0       | 0        |
| Ukupno            | 126     | 10       |
| Prijateljske      | 117     | 15       |
| Sveukupno         | 243     | 25       |